# جيانيندرا من نيبال
جيانيندرا بير بيكرام شاه ديف (بالنيبالية: ज्ञानेन्द्र शाह)‏، ولد في 7 يوليو 1947، ويعتبر آخر ملوك نيبال يعرف أيضا بلقب آخر ملوك الهندوس.
بدأ عهده الأول منذ عام 1950 حتى عام 1951، ثم خلع من الحكم ونفي للهند مع بقية عائلته. بدأ عهده الثاني عام 2001 عقب المذبحة الملكية.
تميّز عهد جيانيندرا الثاني بالاضطرابات الدستورية. كان سلفه بيرندرا قد أسس ملكية دستورية أوكل فيها العمل السياسي إلى الحكومة.
تداخلت الاضطرابات الناتجة عن الحرب الأهلية النيبالية خلال عهد الملك جيانيندرا مع الانتخابات البرلمانية، مما أدى لحدوث عدة تأخيرات في الانتخابات، فعلق الملك جيانيندرا الدستور وتولى السلطة المباشرة في شباط 2005، مؤكداً أنها حالة مؤقتة لقمع التمرد الماوي. وأعاده في نيسان 2006 على أثر المعارضة الواسعة النطاق التي نشأت. وانتهى عهده بعد عامين تقريبا، عندما أعلن البرلمان التشريعي في نيبال أن نيبال أصبحت جمهورية، وألغى النظام الملكي. [بحاجة لمصدر]

## حياة مبكرة وأول عهد
في 24 ديسمبر من 2007 قرر البرلمان التشريعي في نيبال إنشاء نظام حكم جمهوري، ونتيجة لاتفاق السلام بين الحكومة والمتمردين الماويين وضع حد للحرب الأهلية. كما وضع هذا القرار حدّاً ل240 عاما من الحكم الملكي. غادر جيانيندرا القصر الملكي طوعا في 11 يونيو من 2008. كما أعرب الملك المعزول في أحد المؤتمرات الصحفية آنذاك عن رغبته في مواصلة الإقامة في البلاد. قررت الحكومة منح جيانيندرا مقر إقامته الصيفية، قصر ناجارجونا، الواقع خارج العاصمة وسمحت له بالحفاظ على نشاطه التجاري.